# Voo Delta Air Lines 89
O Voo Delta Air Lines 89 foi um voo regular do Aeroporto Internacional de Los Angeles para o Aeroporto Internacional de Xangai Pudong. Em 14 de janeiro de 2020, um Boeing 777-200ER que conduzia o voo teve problemas de motor logo após a decolagem. Ao retornar ao aeroporto de origem para um pouso de emergência, ele despejou combustível em áreas povoadas adjacentes na Los Angeles meridional, resultando em irritação da pele e dos pulmões em pelo menos 56 pessoas no solo e desencadeando uma investigação da Administração Federal de Aviação (FAA). A aeronave pousou em segurança, sem ferimentos aos passageiros ou tripulantes.

## Contexto
O Voo 89 era um voo regular da Delta Air Lines de Los Angeles, Estados Unidos, para Xangai, China. Em 14 de janeiro de 2020, um 777-200ER operando a rota partiu de Los Angeles às 11:32. A aeronave tinha 149 passageiros e 16 tripulantes a bordo.
Para chegar a Xangai, a aeronave carregaria combustível suficiente para exceder seu peso máximo de pouso certificado, aumentando sua distância de pouso e arriscando danos estruturais se o combustível não fosse despejado. No entanto, de acordo com o piloto aposentado do 777 e analista de aviação da CNN, Les Abend, muitas pistas nos principais aeroportos podem acomodar com segurança o pouso de um 777 com excesso de peso em condições secas.

## Incidente
Minutos após deixar Los Angeles e iniciar uma subida sobre o Oceano Pacífico, os pilotos relataram uma falha de compressor no motor direito da aeronave. Controladores de tráfego aéreo perguntaram aos pilotos do voo 89 se desejavam permanecer sobre o oceano para despejar combustível, mas os pilotos recusaram, dizendo "estamos controlando... não estamos críticos". Os controladores perguntaram novamente, "Ok, então você não precisa segurar ou despejar combustível ou algo assim?", os pilotos responderam, "Negativo". Os pilotos solicitaram a pista 25R, a pista mais longa do aeroporto. O Voo 89 voltou para terra e dirigiu-se à Los Angeles para fazer um pouso de emergência.
Enquanto estava em terra e se aproximando de Los Angeles para um pouso de emergência, o avião despejou combustível em uma porção de cinco milhas da área do Condado de Los Angeles, incluindo cinco escolas primárias e uma escola secundária. A área mais afetada foi a Park Avenue Elementary School em Cudahy, onde vários alunos foram banhados com combustível de jato. Alunos de escolas primárias em South Gate também foram afetados. Crianças que estavam em aula de educação física pensaram que era chuva antes de ver o avião acima delas. A CBS News informou que com base na opinião especializada de um ex-capitão de um Boeing 777, o voo 89 provavelmente teria despejado 15.000 a 20.000 galões de combustível. Logo após completar o depejo de combustível, a aeronave pousou em segurança.

## Consequências
Os primeiros respondentes foram chamados a várias escolas para tratar crianças e funcionários que estavam ao ar livre no momento em que o Voo 89 despejou combustível. Foi relatado que pelo menos 56 crianças e adultos apresentam irritações leves na pele e nos pulmões. Todas as escolas afetadas foram fechadas para limpeza, mas reabriram no dia seguinte.
A história recebeu ampla cobertura da mídia, com investigação e análise detalhada de organizações como CBS News, The New York Times, Los Angeles Times, e recebeu substancial cobertura da mídia internacional. Especialistas em aviação ficaram intrigados com as ações da tripulação. Um ex-capitão da United Airlines chamou o despejo de combustível sobre uma área povoada de "uma coisa muito ultrajante" que "ninguém" faria. O especialista em segurança John Cox disse que porque "eles não estavam em uma condição de ameaça imediata e começaram sobre a água", os pilotos precisarão explicar "por que continuaram despejando combustível em baixa altitude quando não estavam em uma área de despejo e não avisou o controle de tráfego aéreo que eles estavam despejando combustível." Abend observou que os pilotos disseram aos controladores duas vezes que precisavam atrasar o pouso por motivos inexplicáveis, sugerindo que precisavam de mais tempo para preencher as listas de verificação e despejar combustível, e não se sentiram compelidos a pousar imediatamente. No entanto, tentando supor porque os pilotos não usaram o tempo extra para explicar suas intenções, nem para pedir vetores para uma área de despejo sobre o oceano, Abend declarou: "Honestamente, não tenho a resposta."
Após o incidente do Voo 89, o prefeito de Burien, Washington, uma cidade localizada ao lado do Aeroporto Internacional de Seattle-Tacoma, pediu ao Porto de Seattle que desenvolvesse um plano de resposta de emergência para situações semelhantes.
A aeronave envolvida foi colocada de volta ao serviço com a Delta dez dias depois, em 24 de janeiro.

## Investigação
Em 15 de janeiro, a FAA anunciou que estava investigando o incidente do Voo 89. Em um comunicado, a FAA observou que "Existem procedimentos especiais de despejo de combustível para aeronaves que operam dentro e fora de qualquer grande aeroporto dos Estados Unidos" e que "os procedimentos exigem que o combustível seja despejado em áreas despovoadas designadas, normalmente em altitudes mais elevadas, para que o o combustível se atomiza e se dispersa antes de atingir o solo."